# Elbe II

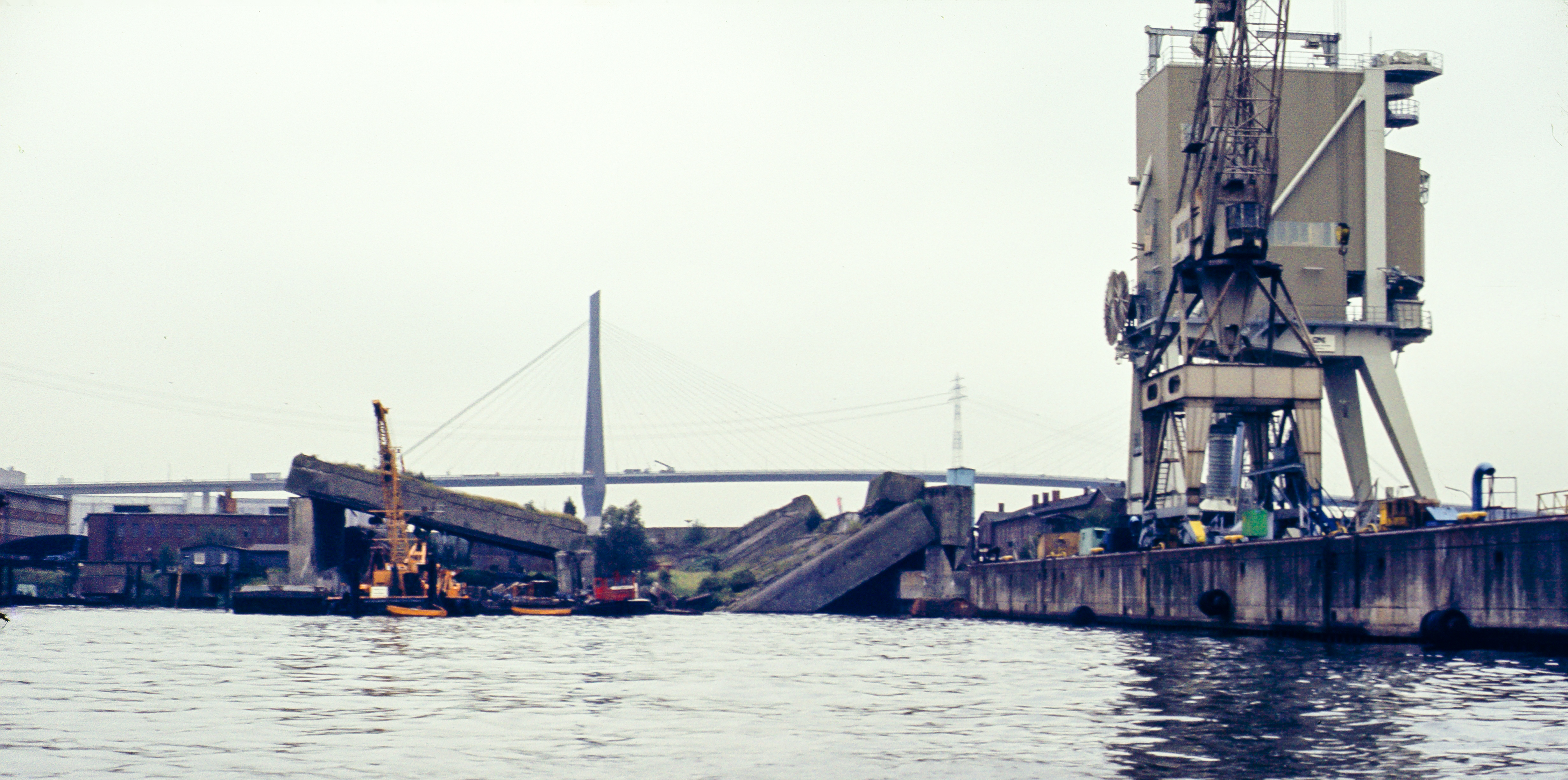
Vulkanhafen mit der Bunkerruine, 1981

Elbe II war ein U-Boot-Bunker im Hamburger Hafen auf dem Werftgelände der Howaldtswerke Hamburg (HWH) während des Zweiten Weltkriegs. Er wurde ab 1940 im Vulkanhafen errichtet und diente nach seiner Fertigstellung 1941 der Ausrüstung neuer U-Boote vor ihrer Indienststellung. Er wurde von den Howaldtswerken gemeinsam mit der Werft Blohm & Voss genutzt.
Er war mittels Senkkästen auf einem Fundament von 2.500 Pfählen im sandigen Elbboden errichtet worden, bestand aus zwei Nassboxen von einer Aufnahmekapazität von je sechs U-Booten des Typs VII C. Seine Deckenstärke betrug drei Meter, auf der Decke wurde eine Nutzfläche mit Werkstätten und Verwaltungsräumen geschaffen, die neben ihrer Nutzung auch einer zusätzlichen Tarnung diente.
Während der verstärkten Fliegerangriffe ab 1944 auf den Hamburger Hafen erhielt der Bunker mehrere Treffer, bei einem Angriff am 8. April 1945 wurde er teilweise zerstört. Innerhalb der Westbox wurden bei Kriegsende die Boote U-3004, U-2505 und U-3506 von der eigenen Besatzung versenkt; vor dem Bunker wurde U-2501 am 3. Mai 1945 auf Grund gelegt – alle vier Boote waren vom neuesten Typ XXI. U-2501 wurde später gehoben und abgebrochen, während die anderen Boote in der Westbox verblieben. Britische Besatzungskräfte sprengten am 11. November 1945 den Bunker mit den drei dort noch liegenden U-Boot-Wracks. Diese wurden in den folgenden Jahren ausgeschlachtet und die Reste dort belassen. Die Bunkerruine blieb über Jahrzehnte erhalten und die drei U-Boot-Wracks waren bei Niedrigwasser sichtbar.
Erst mit der Erweiterung des Containerhafens wurden im Oktober 1995 die Boxen mit Elbsand zugespült und ab dem Jahr 1999 das gesamte Becken des Vulkanhafens verfüllt. Am 2. Juni 2001 sollte die Sprengung der restlichen Anlagen von Elbe II erfolgen, doch zunächst gelang dies nicht. Der Bunker musste durch kleinere Sprengungen Stück für Stück gelockert und dann mittels schweren Hydraulik-Werkzeugs zerkleinert werden. Erst im Sommer 2003 konnten die bis dahin immer noch sichtbaren Reste mit einer Erdschicht überdeckt und eine Abstellfläche für Container des Containerterminals Tollerort (CTT) geschaffen werden.